# مجال نو

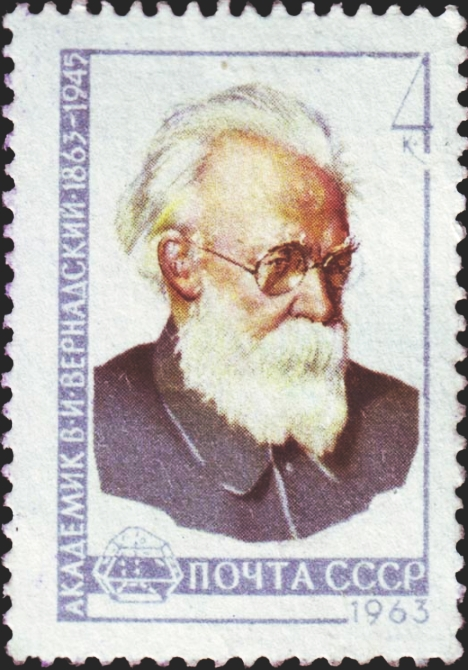

مجال نو (Noosphere) أو مجال الوعي أو تكويرة نو، وفقا لفكر فلاديمير فرنادسكي وبيير تيلار دي شاردان، هو مفهوم يدل على «مجال الوعي البشري». وهي تشبيه لمفردات «المجال الجوي» و«المجال البيولوجي».
وفي النظرية الأصلية لفرنادسكي، فإن «مجال نو» هو المجال الثالث في سلسلة مراحل نمو الأرض، بعد المجال الأرضي (أي مادة غير حية)، والمحيط الحيوي (أي الحياة البيولوجية). وكما أن الحياة نشأت بعد تحول جذري في الغلاف الأرضي، فأن ظهور وعي الإنسان أو الإدراك سينشأ بسبب تحويل في المحيط الحيوي. وعلى النقيض من مفاهيم فرضية غايا، أو المروجين لفكرة الفضاء الإلكتروني، فإن نشوء مجال نو، عند فرنادسكي، سيحدث عندما يتمكن الجنس البشري من إنشاء موارد عن طريق تحويل العناصر من خلال التحكم المتقن للآليات النووية. ويتم بحثها حاليا من ضمن مشروع برينستون للوعي الشامل.

## تاريخ المفهوم
بالنسبة لتيلار، فأن مجال نو سيظهر بسبب تفاعل عقول البشر. وقد نما مجال نو بتناضر مع تنظيم الإنسانية لنفسها عبر العصور. وكلما نظمت البشرية نفسها في شبكات اجتماعية أكثر تعقيدا كلما نمى الوعي وبالتالي نمى مجال نو. هذا الفكرة هي امتداد لمفهوم التعقيد\الوعي الذي طرحه تيلار وهو القانون الذي يصف طبيعة التطور في هذا الكون وفكره تيلار أن مجال نو ينمو نحو مزيد من التكامل والتوحيد حتى يبلغ الذروة عند نقطة أوميغا، التي رآها كهدف للتاريخ. وبالتالي، فإن هدف التاريخ هو الوصول إلى ذروة الفكر والوعي.
أحد الجوانب الأساسية لمفهوم مجال نو يتعلق بالتطور والنشوء. وكان هنري برغسون، في كتابه «التطور الإبداعي»(créatrice L' évolution 1907)، أول من اقترح أن التطور هو عمل إبداعي ولا يمكن بتفسره عن طريق الانتقاء الطبيعي الدارويني فقط. وفقا لبرغسون فإن التطور الإبداعي يستمر بسبب قوة حيوية ثابتة التي تنعش الحياة وتربط بشكل أساسي العقل والجسم، وهي فكرة معارضة لثنائية رينيه ديكارت. في عام 1923، وسع جيم لويد مورغان هذا المفهوم حين عرض فكرة «التطور الناشئ» التي تفسر زيادة التعقيد (بما في ذلك تطور العقل). وجد مورغان أن العديد من التغييرات الأكثر إثارة للاهتمام في الكائنات الحية تمت بشكل متقطع إلى حد كبير مع التطورات السابقة وبالتالي لم تتم بالضرورة من خلال عملية تدريجية من الانتقاء الطبيعي. بدلا من ذلك، فإن تطور الخبرات تقفز قفزات في التعقيد (مثل نشوء الكون ذاتي التفكير، أو مجال نو). وأخيرا، فإن تعقيد الثقافات البشرية، وبخاصة اللغة، يسرت في تسارع التطور بحيث يحدث التطور الثقافي بسرعة أكبر من التطور البيولوجي. وقد أظهرت أبحاث حصلت مؤخرا حول نظم الإيكولوجية البشرية وتأثير الإنسان على محيط الحيوي إلى وجود صلة بين مفهوم الاستدامة مع «التطور المشترك» [نورغارد، 1994] والمواءمة بين التطور الثقافي والبيولوجي.
وسميي النظام السياسي الذي نجم عن ذلك بالنوقراطي.
ويتعامل المنظر الأمريكي كين ويلبر مع التطور الثالث هذا من مجال نو. ويبني في بحثه المعنون «الجنس، علم البيئة والروحانية» (1995)، العديد من حججه على ظهور مجال نو وظهور استمرار هياكل تطورية أخرى.
يشير مصطلح «عصر النوسيني» (Noöcene) إلى «كيفية التدبير والتكيف مع الكم الهائل من المعرفة التي خلقناها».
و تم تفصيل مفهوم التوحيد من خلال مجال نو في قصص الخيال العلمي الشعبية في سلسلة محيطه المجرة من تأليف جوليان مايو. ولهذا السبب غالبا ما يسمى تيلار بقديس الإنترنت.

## الثقافة الشعبية
- يرمز بريان ستابلفور، في روايته «تاريخ الموت لمورتيمر غراي»، للثقافة الإنسانية باعتبارها هذيان أو حلم من حمى مجال نو والتي نشرت لأول مرة في عام 1995.
- استخدام جريج بير مفهوم مجال نو كتفاعل فضائي لنوسيتات عندما وسع قصته القصيرة «الدم الموسيقى» لتصبح رواية كاملة في عام 1985.
- في رواية «العالم الذي ذهب بعيدا» لنيك هاكواي، دمرت الأرض في حرب قاتل بواشطة «القنابل-إرحل» وهي أسلحة التي تمحو محتوى المعلومات من المواد، الامر الذي أدى إلى تخفيها من الواقع. بالتالي، تجذب شظايا هذه القنابل المعلومات من مجال نو محولة أفكار البشر إلى اشكال مادية تهيئة لعالم خيالي من وحوش وأهوال.
- في سلسلة أنيمي «ايفانجلون لتكوين النيون» كان هدف مشروع الواسطه الإنساني هو تحقيق دولة مجال نو.
- في لعبة «ستوكر ظل تشيرنوبيل»، استخدمت مفاعل الطاقة النووية في تجارب علمية لتعديل مجال نو لإزالة العدوان من البشر. تم إنشاء «المنطقة» بعد فشل التجربة.
- لفرقة الموت التدريجي الموسيقية أغنية بعنوان «مجال نو» على الألبوم «نشوء الكون» Cosmogenesis.
- في ف بول ويلسون لعام 2009 جاك مصلح رواية نقطة الصفر، شخصية سيدة تبين المتكررة لتكون مظهرا من مظاهر Noosphere وظيفتها هو أن «منارة» التي يبلغ أعلى *المخابرات («الحليف») أن الحياة واع موجود في المنطقة التي يبدو أنها.